# دائرة عين الحجر
دائرة عين الحجر هي إحدى دوائر ولاية سعيدة الجزائرية.